# Хмельницький Григорій Олександрович
Григорій Олександрович Хмельницький (1 червня 1936, Капустинці, Яготинський, нині Бориспільський район, Київська обл. — 24 червня 2020, с. Чабани, Фастівський район, Київська обл.) — український академік сільськогосподарських наук, дослідник і викладач вищої школи, автор книжок і винаходів. Учень професора Сергія Баженова.

## Життєпис
Народився у родині простих колгоспників, колишніх дворян села Капустинці Пирятинського повіту Полтавської губернії Російської імперії, за родинними переказами — далеких родичів Богдана Хмельницького. Багато родичів Григорія Олександровича по лінії Хмельницьких постраждало і загинуло в часи громадянської війни в Українській Республіці 1917—1920х рр., були розкуркулені і репресовані.
У 1955 році закінчив зі срібною медаллю Капустинську середню школу.
У 1960 році закінчив ветеринарний факультет сільськогосподарського інституту в Києві.
У 1968 р. в Українській сільськогосподарській академії (м. Київ) захистив кандидатську дисертацію на тему: «О механизме токсического действия карбамида на организм крупного рогатого скота», у 1981 р. в Московській ветеринарній академії — докторську дисертацію на тему: «Патогенез, диагностика, лечение и профилактика отравлений крупного рогатого скота карбамидом и нитратами».
З 1968 р. займав посади: асистента, молодшого наукового співробітника, старшого викладача, доцента і завідувача кафедри фармакології та паразитології (1979—1986), проректора (УСГА) з питань підвищення кваліфікації спеціалістів (1986—1991), академіка-секретаря Відділення тваринництва та ветеринарії Української академії аграрних наук (1991—1996), завідувача кафедри фармакології та токсикології Національного аграрного університету (1996—2005), директора НДІ здоров'я тварин Національного аграрного університету (нині — Національного університету біоресурсів і природокористування України) (2005—2010), професора кафедри фармакології і токсикології (з 2011 р.).
У 1990 р. став членом-кореспондентом УААН.
У 1993 році дійсним членом (академіком) УААН, ідділення ветеринарної медицини (ветеринарна фармакологія і токсикологія).
Григорій Хмельницький є провідним ученим у галузі ветеринарної токсикології та фармакології. Коло його наукових інтересів включає: токсикологію небілкових сполук азоту (карбаміду, нітратів, нітритів, нітрозамінів), мікотоксикози та фітотоксикози тварин (чорнокорінь лікарський), фармакологію протизапальних засобів та імуностимуляторів (ізамбен, еконіка). Академік Г. О. Хмельницький бере активну участь у науково-педагогічній діяльності, був членом науково-методичної ради Державного комітету ветеринарної медицини України, голови експертної ради ВАК України, є член фармакологічного комітету МОЗ України, фармакологічної комісії Державного комітету ветеринарної медицини України, голова, заступник голови та член двох спеціалізованих вчених рад, голова комісії з біоетики НАУ, члена редакційної колегії журналу «Ветеринарна медицина України», періодичних наукових збірників «Науковий вісник НАУ», «Аграрна наука і освіта» та інших видань.
Григорій Хмельницький є співавтором Закону України «Про ветеринарну медицину», автором та співавтором понад 260 друкованих праць, у тому числі 12 підручників, навчальних посібників та монографій, 16 авторських свідоцтв та патентів на винаходи, 22 нормативних документів. Під його науковим керівництвом захистились 2 доктори і 15 кандидатів ветеринарних наук, у тому числі 6 іноземців.
Загальний трудовий стаж становить 51 рік, у тому числі науково-педагогічної діяльності — 46 років.

## Почесні нагороди і звання
- медаль «До 1500-річчя Києва» (1983);
- Грамота Президії Верховної Ради Української РСР (1985); заслужений діяч науки і техніки України (1997);
- Почесна грамота Кабінету Міністрів України (1998);
- Почесна грамота голови Київської міської державної адміністрації (2003);
- почесний професор Харківської державної зооветеринарної академії (2004);
- заслужений науковий співробітник Національного аграрного університету (2004);
- Почесна грамота Державного департаменту ветеринарної медицини України (2005);
- Почесна грамота «За особливі заслуги перед Національним аграрним університетом» (2006);
- диплом Асоціації спеціалістів ветеринарної медицини України «За вклад у науку» та почесна відзнака «Символ професійності» (2007);
- звання «Почесний громадянин села Капустинець Яготинського району Київської області» (2011);